# Bulgarian Open Challenger 2003
Il Bulgarian Open Challenger 2003 è stato un torneo di tennis facente parte della categoria ATP Challenger Series nell'ambito dell'ATP Challenger Series 2003. Il torneo si è giocato a Sofia in Bulgaria dall'8 al 14 settembre 2003 su campi in terra rossa.

## Vincitori

### Singolare
Stéphane Robert ha battuto in finale  Daniel Elsner con il punteggio di 6–1, 4–6, 7–6(4)

### Doppio
Ilia Kushev /  Luben Pampoulov hanno battuto in finale  Todor Enev /  Dimo Tolev con il punteggio di 6–3, 6–1